# هريرة
هريرة قرية سورية تتبع ناحية مضايا في منطقة الزبداني في محافظة ريف دمشق. بلغ عدد سكانها 2,455 نسمة في عام 2004 حسب إحصاء المكتب المركزي للإحصاء.